# قانون التأهب والاستجابة للأوبئة
قانون التأهب والاستجابة للوباء (بالإنجليزية: Pandemic Preparedness and Response Act) هو مشروع قانون قدمه في 5 أكتوبر 2005 أعضاء مجلس الشيوخ الأمريكي هاري ريد، وإيفان بايه، وديك دوربين، وتيد كينيدي، وباراك أوباما، وتوم هاركين ردًا على التهديد المتزايد لانتشار إنفلونزا الطيور.

## نص مشروع القانون
يدعو مشروع القانون إلى:
- الاستعداد لمواجهة الأوبئة من خلال استكمال وتنفيذ وتمويل خطط الاستعداد والاستجابة للأوبئة.
- تحسين المراقبة والشراكات الدولية لمراقبة انتشار إنفلونزا الطيور واكتشاف ظهور سلالة من الإنفلونزا ذات القدرة على التحول إلى جائحة على الفور.
- حماية الأميركيين من خلال تطوير وإنتاج وتوزيع لقاح فعال.
- التخطيط المسبق لمواجهة أي جائحة من خلال تخزين الأدوية المضادة للفيروسات واللقاحات والأدوية والإمدادات الأساسية الأخرى.
- تعزيز البنية التحتية للصحة العامة.
- زيادة الوعي والتثقيف بشأن جائحة الأنفلونزا.
- تخصيص الموارد الكافية للاستعداد لمواجهة الأوبئة.

اقترح هذا القانون خلال دورة سابقة للكونغرس، ولكنه لم يُصبح قانونًا. تُعقد دورات الكونغرس لمدة عامين، وفي نهايتها تُلغى جميع مشاريع القوانين والقرارات التي لم يتم تمريرها. غالبًا ما يعيد الأعضاء تقديم المشاريع التي لم تُطرح للمناقشة تحت أرقام جديدة في الدورة التالية. أحيانًا يتم دمج نص مشروع قانون أو قرار في مشروع آخر، مما يعطي انطباعًا بأن المشروع الأصلي، كما هو الحال هنا، قد تم التخلي عنه.

## روابط خارجية
- أرشيف الفيديو: التعبئة لمكافحة وباء إنفلونزا الطيور نسخة محفوظة 24 يوليو 2006 على موقع واي باك مشين. مع النائب توم هاركين